# Théodore Aubert

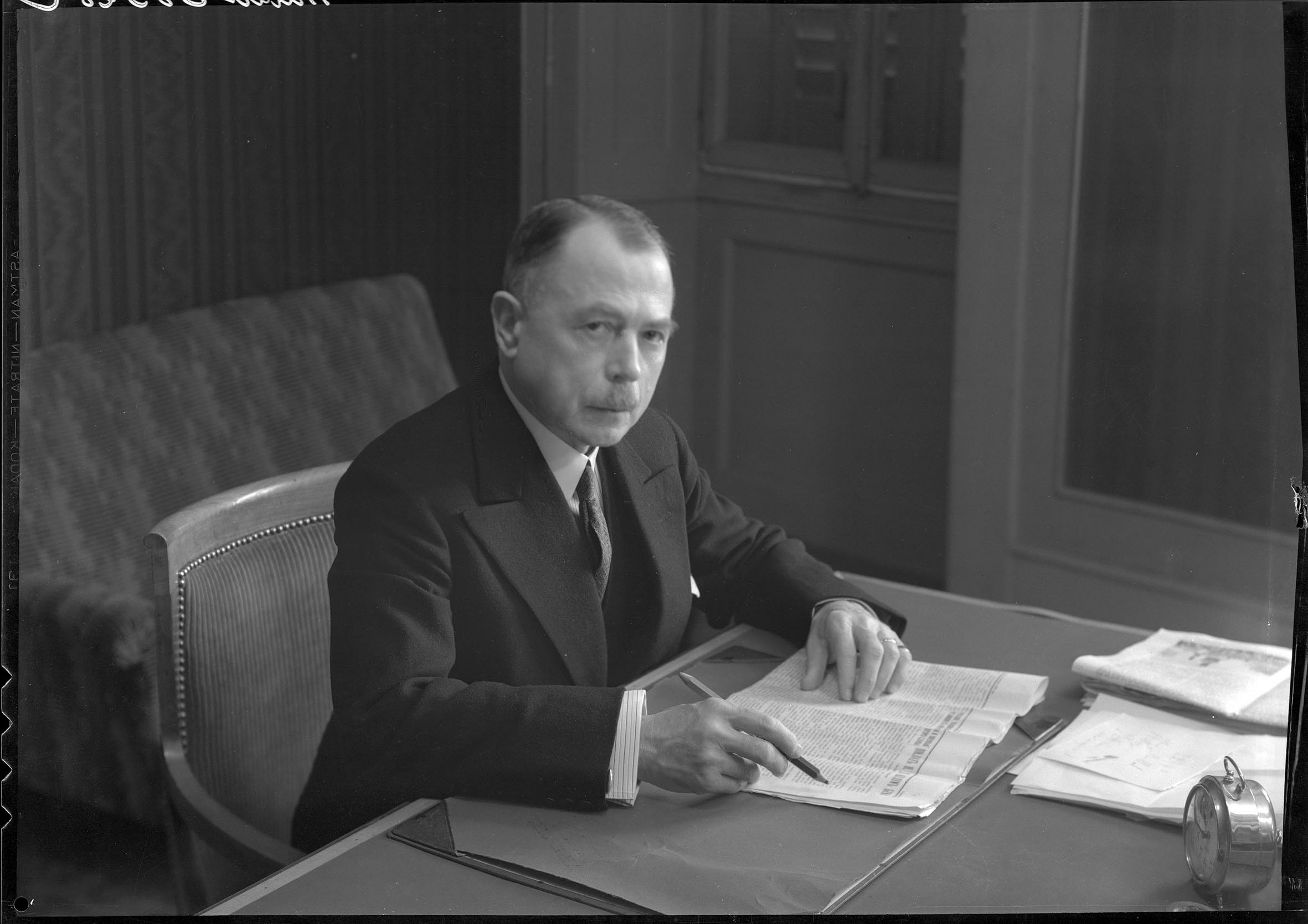
Théodore Aubert (1939)

Théodore Aubert (* 8. September 1878 in Genf; † 19. Januar 1963 ebenda, heimatberechtigt in Genf) war ein Schweizer Anwalt und Politiker. Er leitete die 1924 bis etwa 1950 bestehende Entente internationale contre la IIIe Internationale (EITI, auch Entente internationale anticommuniste oder Ligue Aubert) und war von 1935 bis 1939 Nationalrat der rechtsextremen Partei Union nationale.

## Leben
Théodore Aubert studierte Rechtswissenschaften an der Universität Genf und arbeitete danach als Anwalt. Daneben war er leitendes Mitglied des Schweizer Alpen-Clubs, in dem er seine politischen Ansichten verbreitete. Er war von 1917 bis 1919 Delegierter des Bundesrats für Internierte und Kriegsgefangene in Frankreich und später des Internationalen Komitees vom Roten Kreuz in Berlin. 
Er war Regionalsekretär der Bürgerwehr-Dachorganisation Schweizerischer Vaterländischer Verband, Sektion Romandie, welche sich 1918 gegen den Landesstreik formierte und sich für die Gründung von rechtsgerichteten Aktionsgruppen, sogenannter Unions civiques, einsetzte. Für die Rekrutierung bediente sich Aubert der – eigentlich unpolitischen – Strukturen des Schweizer Alpen-Clubs. Dies gelang ihm hauptsächlich im Kanton Wallis (Brig, Siders, Monthey), ansatzweise auch in Freiburg, La Chaux-de-Fonds und im Nordtessin. Zudem schaltete er polemische Inserate in La Suisse und Tribune de Genève.
Aubert war Parteiführer der neu gegründeten Union de défense économique und war dann von 1923 bis 1925 Präsident dieser rechtsbürgerlichen Grossräte im Kanton Genf. In der sogenannten Conradi-Affäre in Lausanne erreichte er als Anwalt den Freispruch der Angeklagten, indem er das in der Schweiz von russischen Emigranten und repatriierten Russlandschweizern geprägte Klima zu einer Verurteilung des Bolschewismus ummünzte.
1924 gründete er die Entente internationale contre la IIIe Internationale. (EITI). Die Organisation hatte Ableger in 20 Ländern und wurde in den 1930er Jahren von Nazi-Deutschland und dem faschistischen Italien finanziell unterstützt. 1936 war er zusammen mit Jean-Marie Musy Mitgründer der Aktion Nationaler Wiederaufbau (französisch Redressement national), die 1961 reaktiviert werden sollte. Von 1935 bis 1939 war er für die faschistische Union nationale im Nationalrat. In den Jahren 1938 und 1939 bestand die Zeitschrift der EITI namens La Revue anticommuniste.

## Zeitdokumente
Dmitri Novik: Théodore Aubert et son œuvre – Le mouvement international contre le bolchévisme. 1932.